# 乌菲齐广场
乌菲齐广场（Piazzale degli Uffizi）是佛罗伦萨烏菲茲美术馆围合的一个空间，由建筑师乔尔乔·瓦萨里开辟于1581年，两侧是长长的柱廊，放置佛罗伦萨和托斯卡纳地区众多伟大人物的雕像，以示敬意。广场一端结束于阿诺河 。

## 雕像
乌菲齐广场两侧的伟大人物包括10世纪-19世纪佛罗伦萨和托斯卡纳地区的政治家、艺术家，学者，人文主义者，作家，科学家，航海家，乃至天主教圣徒：
1. 科西莫·德·美第奇（1389，佛罗伦萨 - 1464，佛罗伦萨），意大利银行家和政治家
2. 洛伦佐·德·美第奇 (1449 – 1492），意大利政治家、意大利文艺复兴期间佛罗伦萨共和国事实上的统治者。
3. 安德里亚·奥卡尼亚（1308，佛罗伦萨- 1368，佛罗伦萨）, 佛罗伦萨画家、雕塑家、金匠、马赛克匠和建筑师
4. 尼古拉·皮薩諾（1220 - 1278），意大利建筑师、雕塑家
5. 喬托·迪·邦多納 (Vespignano, 1267 - 1337，佛罗伦萨）,意大利画家、雕塑家、建筑师
6. 多那太羅（1386，佛罗伦萨 - 1466，佛罗伦萨）, 意大利雕塑家
7. 莱昂·巴蒂斯塔·阿尔伯蒂 （1404，热那亚- 1472，罗马）作家、哲学家、画家、建筑师
8. 列奥纳多·达·芬奇 （1452，芬奇 - 1519，法国昂布瓦斯）意大利画家、多学科的科学家
9. 米开朗基罗 1475 (1475，卡布雷斯 - 1564，罗马）意大利画家、雕塑家、诗人、建筑师
10. 但丁·阿利吉耶里 （1265，佛罗伦萨 - 1321，拉文纳) 佛罗伦萨诗人、政治家、作家
11. 弗朗切斯科·彼特拉克（1304，阿雷佐 - Arquà Petrarca, 1374) 意大利学者、诗人、人文主义者
12. 乔万尼·薄伽丘 (1313，塞尔塔尔多 - 1375，塞尔塔尔多), 作家
13. 馬基雅維利 （1469，佛罗伦萨 - 1527)，意大利文艺复兴时期政治和战争的理论家
14. 弗朗切斯科·圭恰迪尼（1483，佛罗伦萨 - 1540，阿切特里)，佛罗伦萨历史学家
15. 亚美利哥·韦斯普奇（1454，佛罗伦萨 - 1512，塞维利亚), 商人、航海家 ，给美洲大陆命名
16. 弗朗切斯科·费鲁奇（1489，佛罗伦萨 - 1530，加维纳) 意大利军事家
17. 乔瓦尼·德尔·班德·内尔（1498，弗利 - 1526，曼图亚),
18. 皮耶罗·卡波尼(1447 - 1496), 意大利政治家
19. 法里纳塔·德格利·尤伯蒂 （1264年去世），佛罗伦萨吉伯林派领导人
20. 伽利略·伽利莱（1564，比萨 - 1642，阿切特里) 意大利物理学家、天文学家
21. 皮尔·安东尼奥·米切利（1679，佛罗伦萨 – 1737，佛罗伦萨）,意大利植物学家和神秘学家，被认为是现代医学之父
22. 弗朗切斯科·雷迪（1626，阿雷佐 - 1697，比萨），意大利醫學家、生物学家和诗人
23. 保罗·马斯卡尼·波马兰斯，1755 - 1815，丘蒂诺),意大利科学家
24. 安德烈亚·切萨尔皮诺（1519，阿雷佐 - 1603，罗马）, 意大利哲学家、医生，自然学家、植物学家
25. 佛罗伦萨的安多尼（1389，佛罗伦萨 - 1459，蒙图吉），天主教圣人
26. 阿库西乌斯（巴格诺洛·阿普卢内塔，1181 或 1182 - 1259 或 1263），法律服务
27. 圭多 (阿雷佐的)（990 - 1033)，意大利本笃会修士，西方音乐五线谱记谱法的发明者
28. 本韦努托·切利尼 (1500 – 1571)，意大利文艺复兴时期艺术家，佛罗伦萨雕塑家

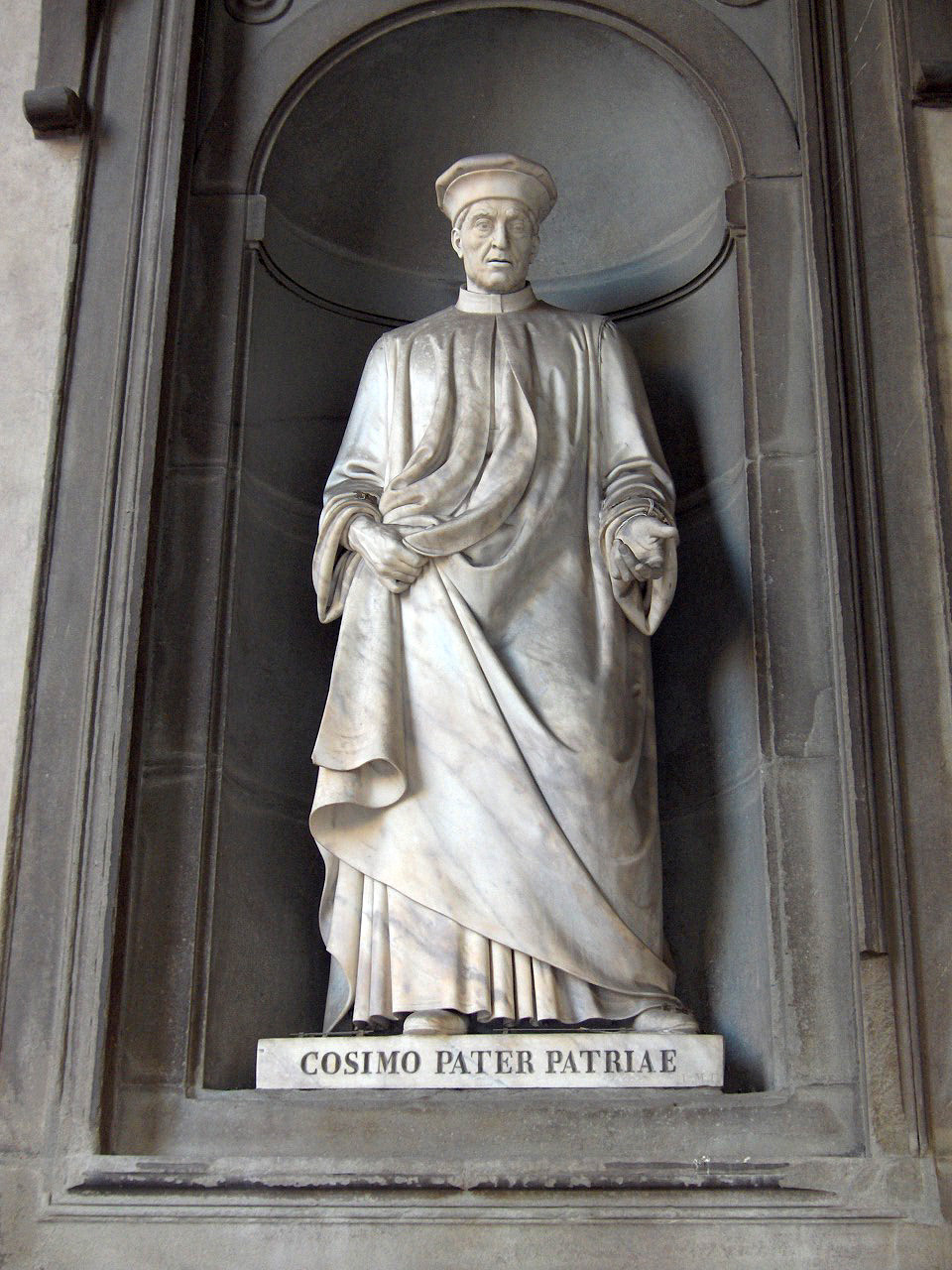
01. 科西莫·德·美第奇
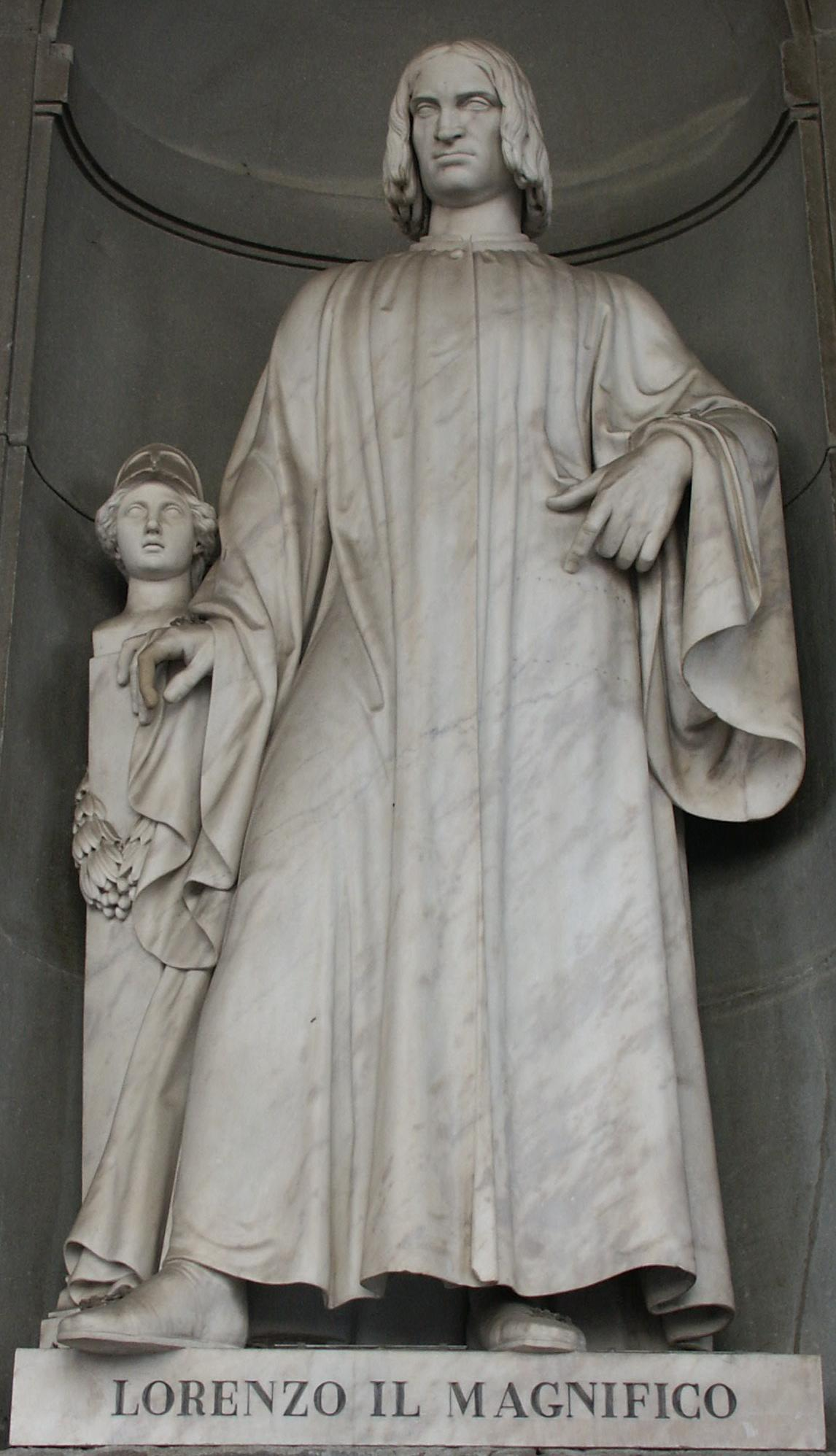
02. 洛伦佐·德·美第奇
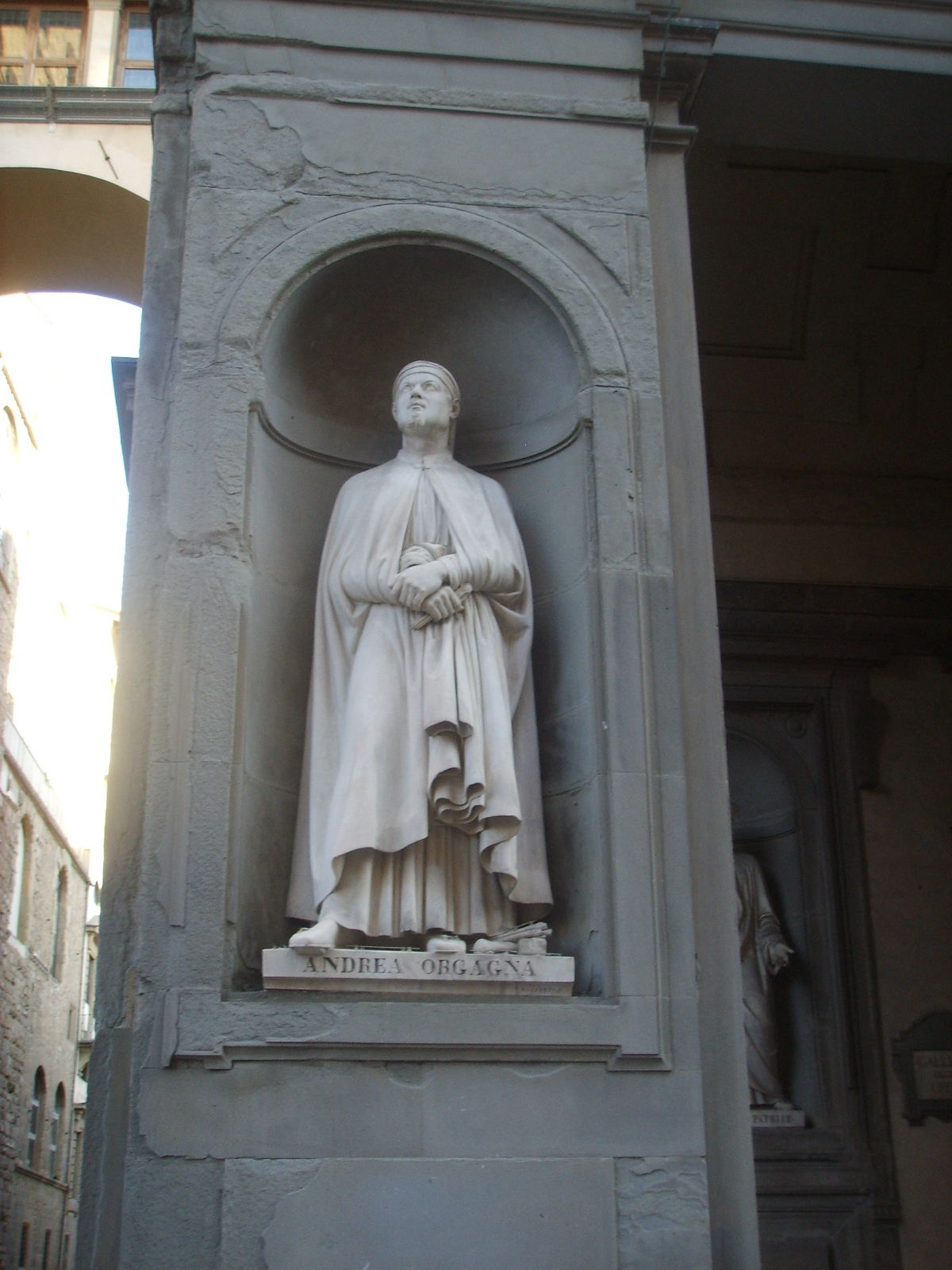
03. 安德里亚·奥卡尼亚
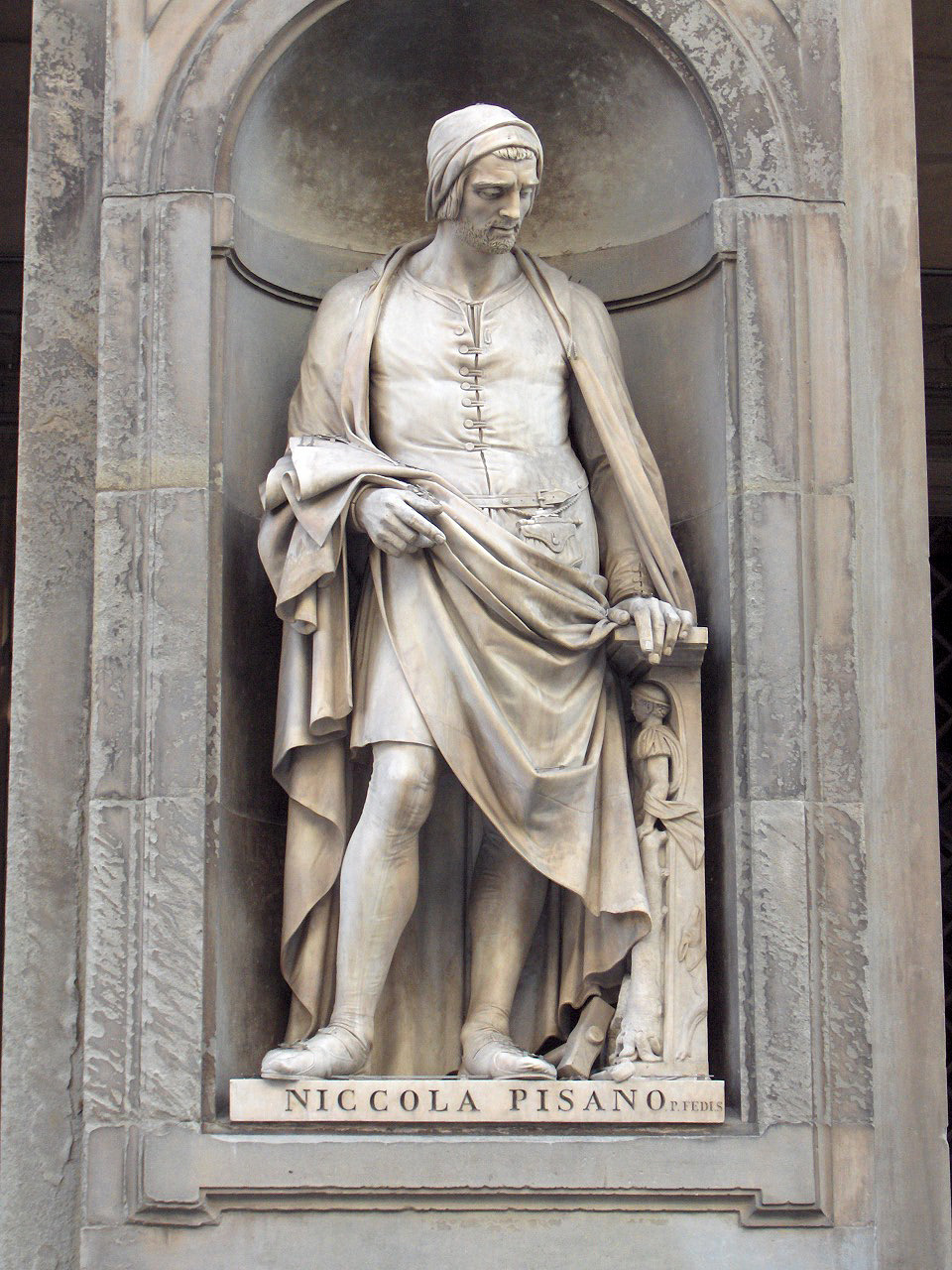
04. 尼古拉·皮薩諾
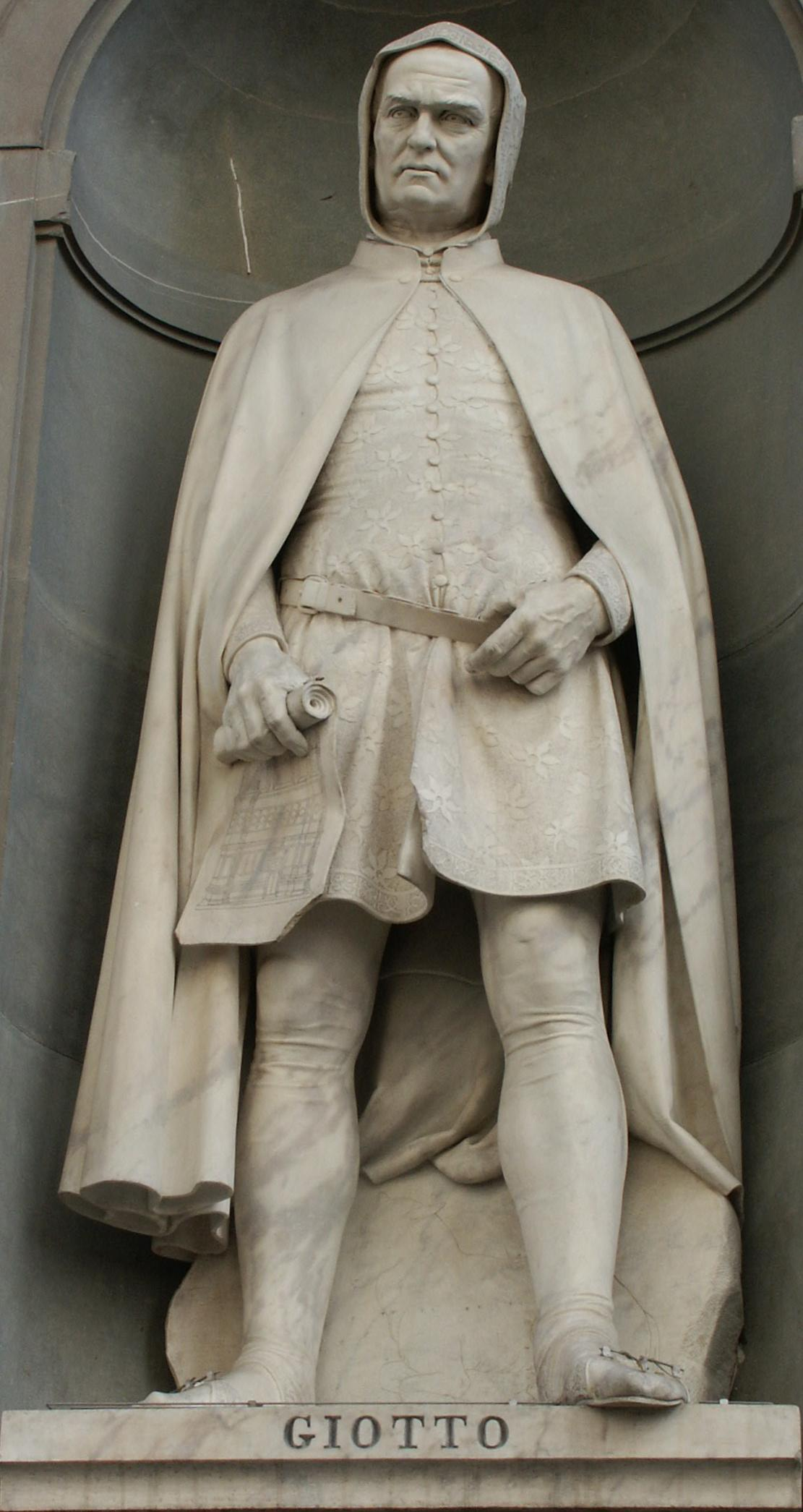
05. 喬托·迪·邦多納
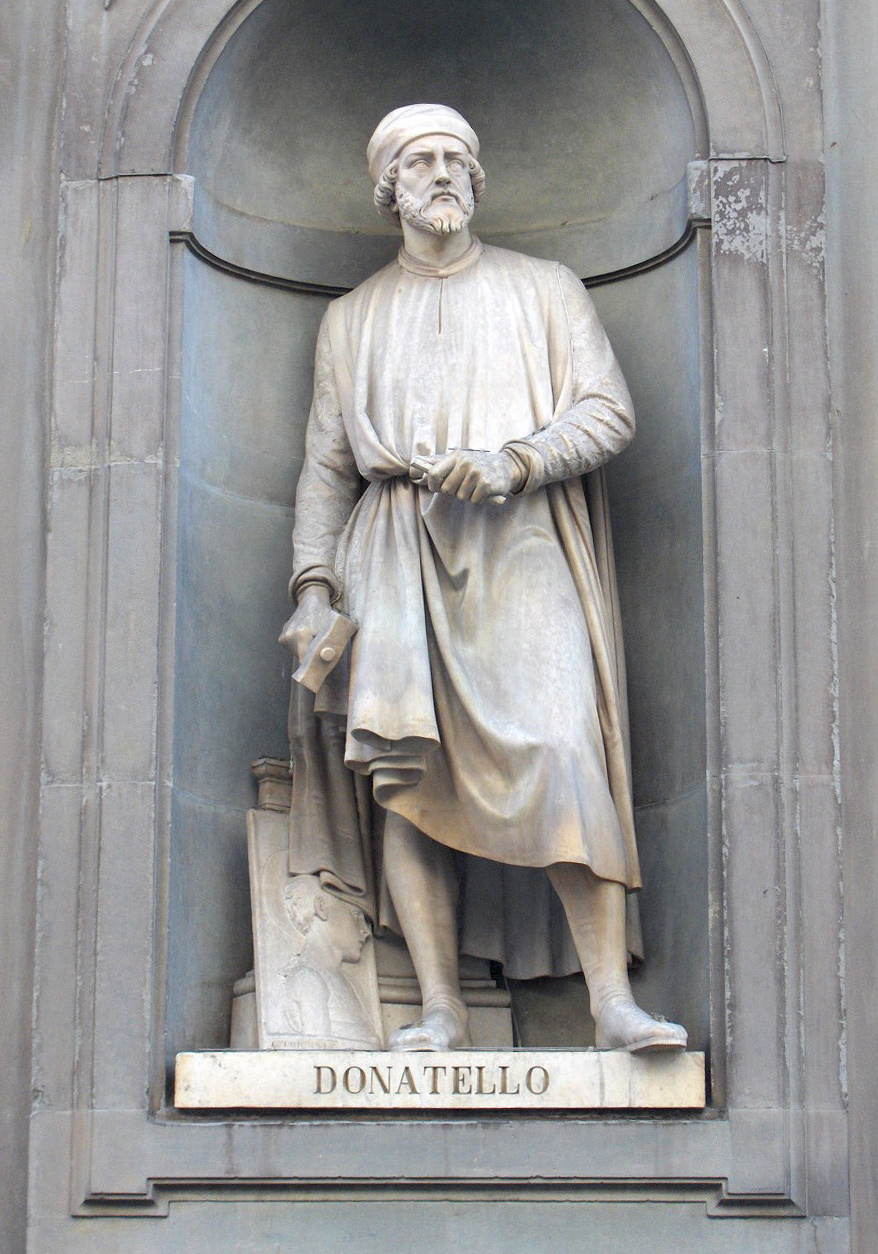
06. 多那太羅
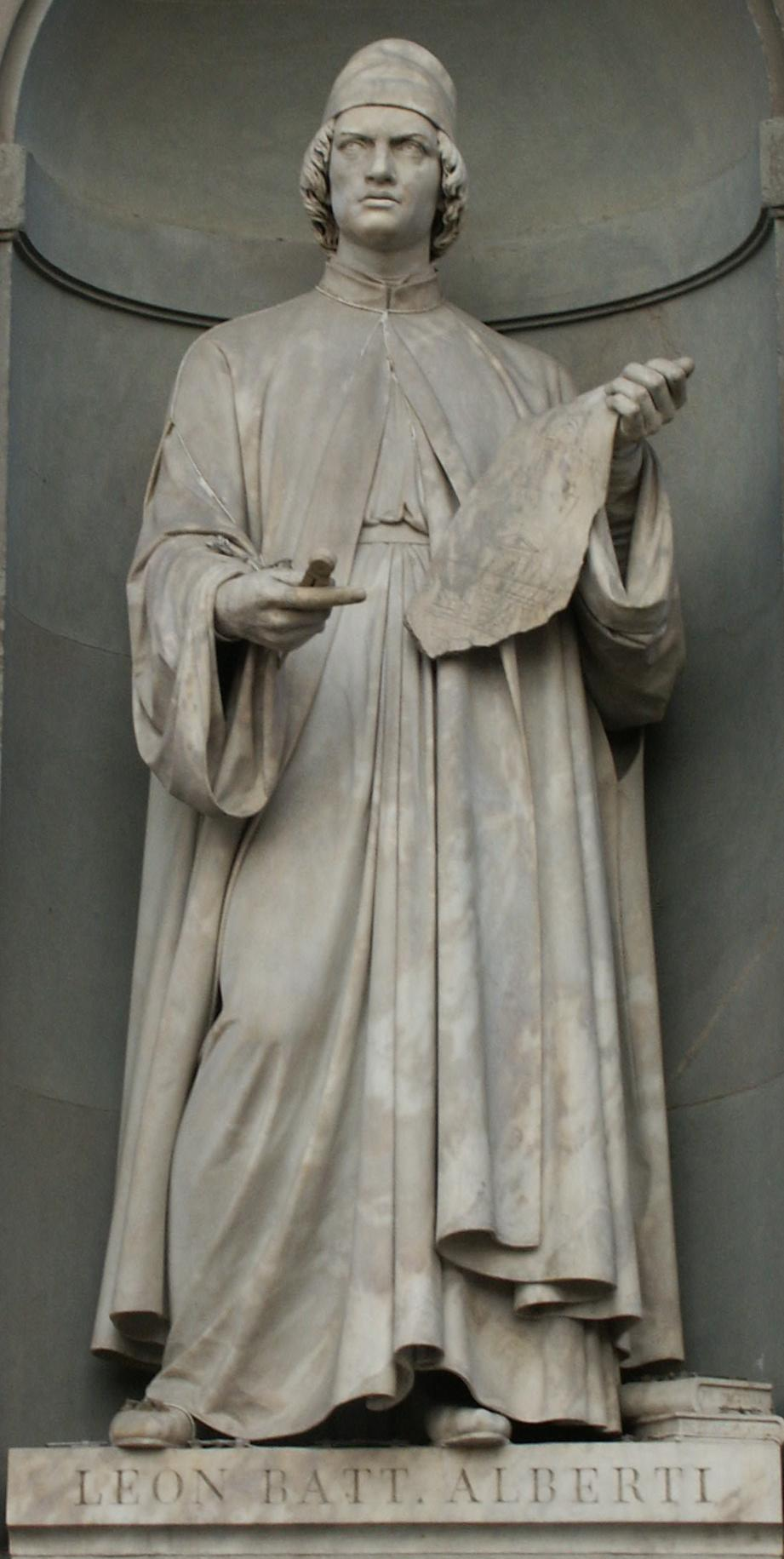
07. 莱昂·巴蒂斯塔·阿尔伯蒂
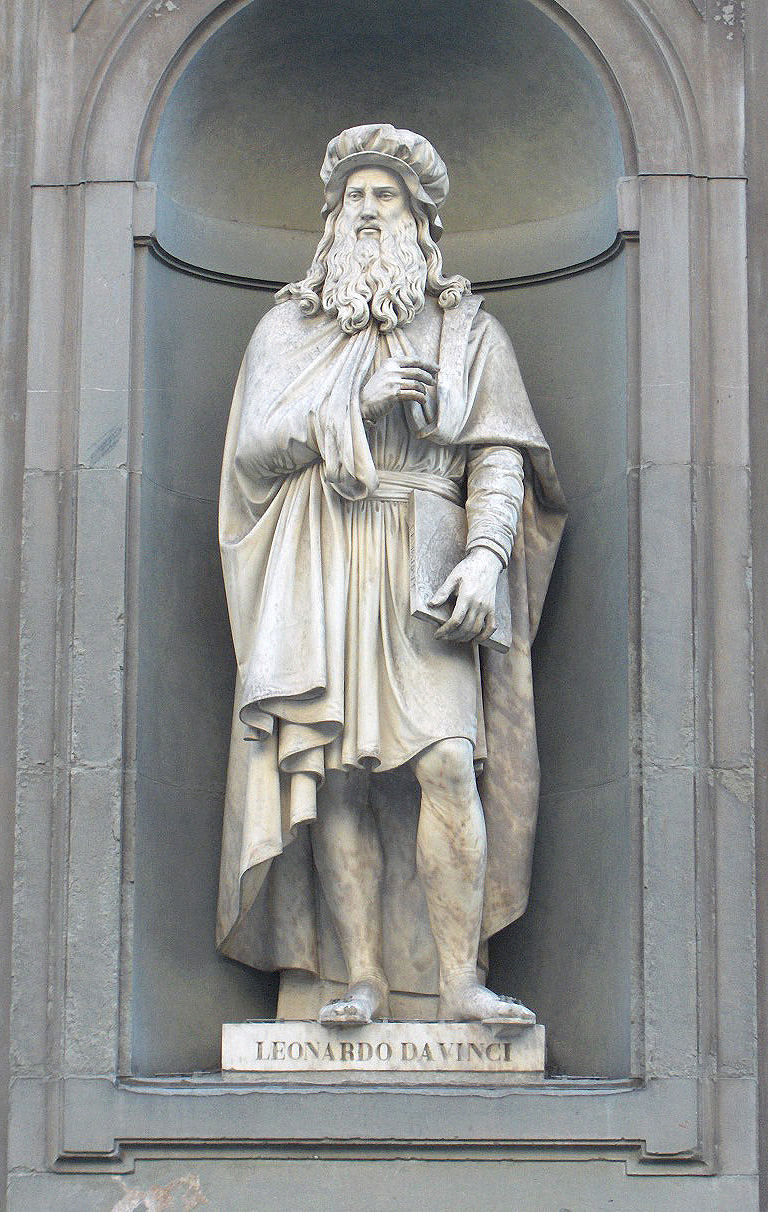
08. 列奥纳多·达·芬奇
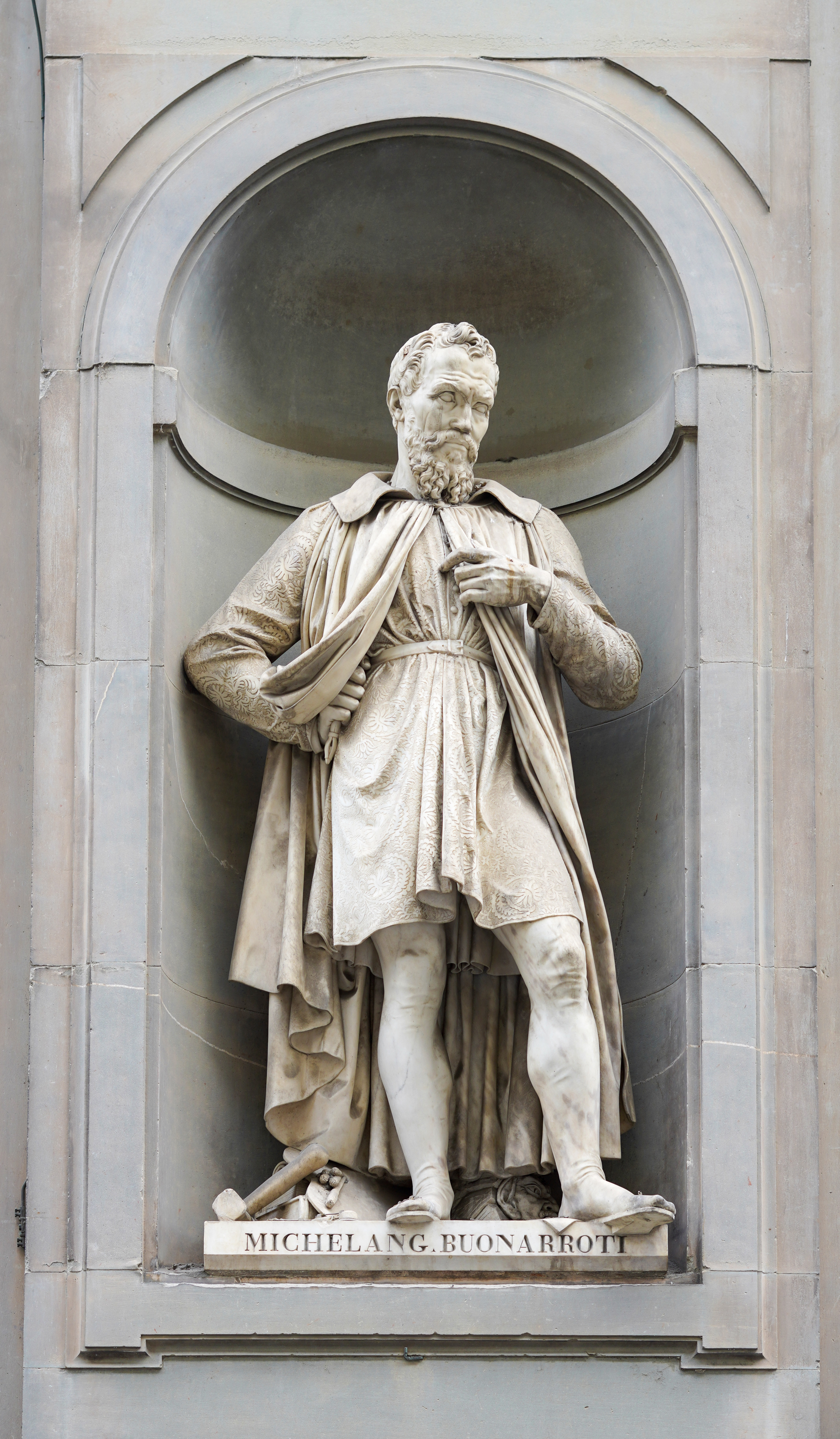
09. 米开朗基罗
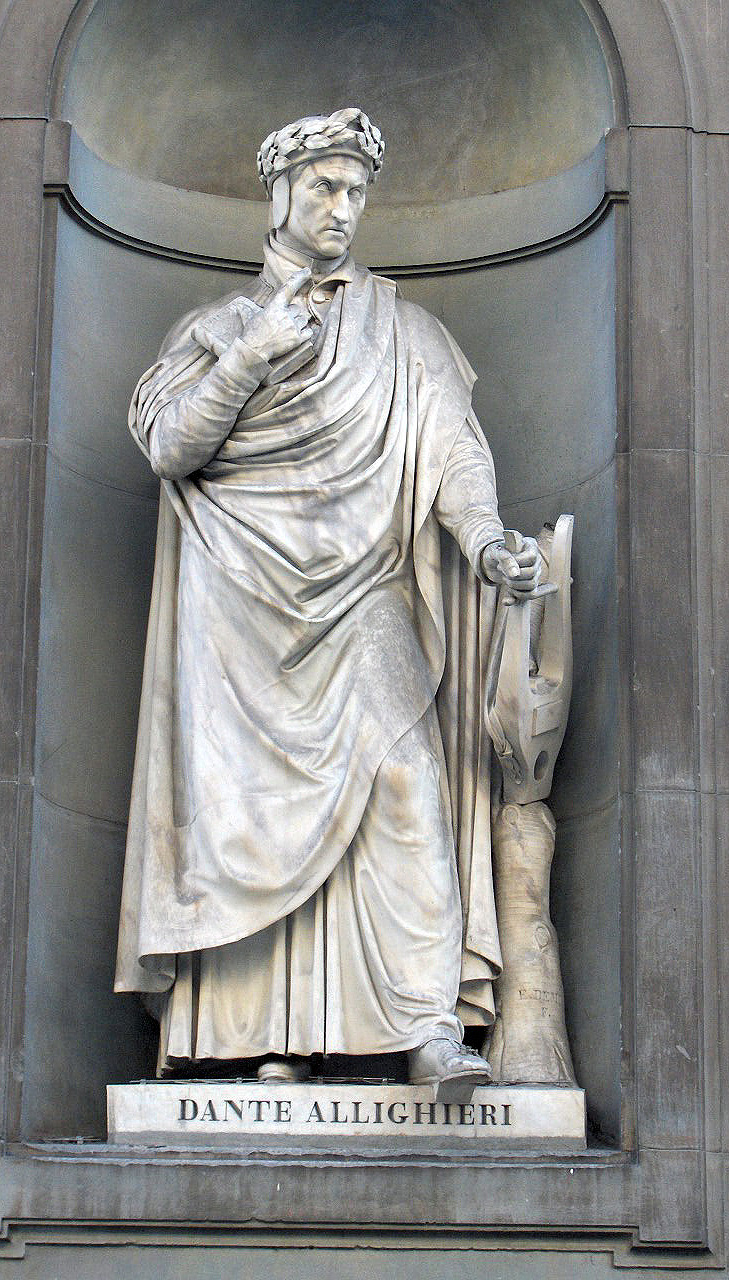
10. 但丁·阿利吉耶里
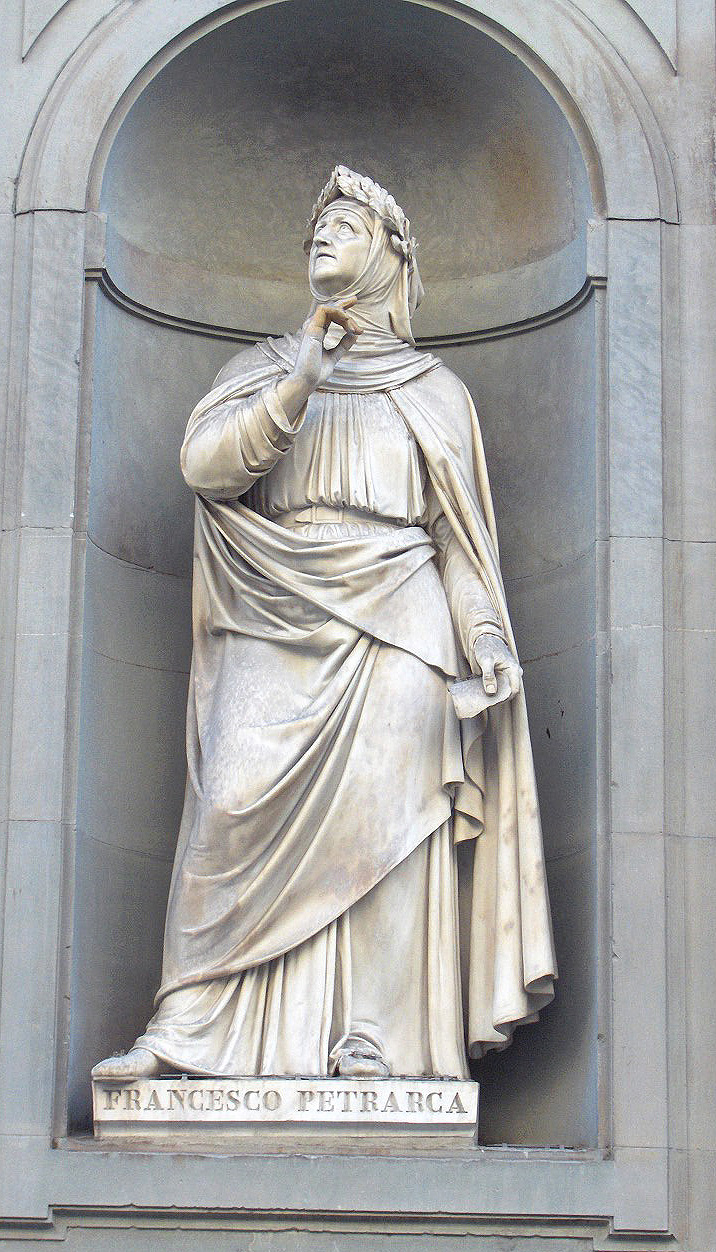
11. 弗朗切斯科·彼特拉克
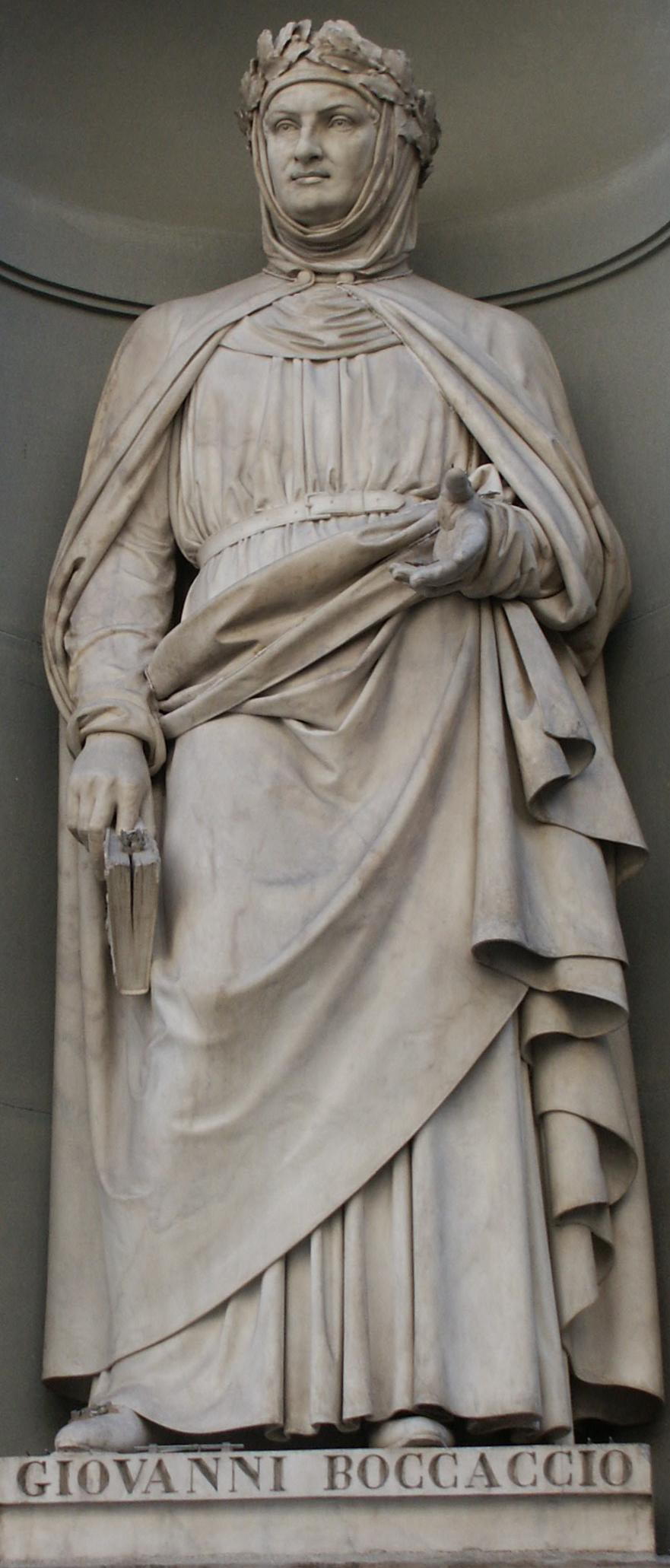
12. 乔万尼·薄伽丘
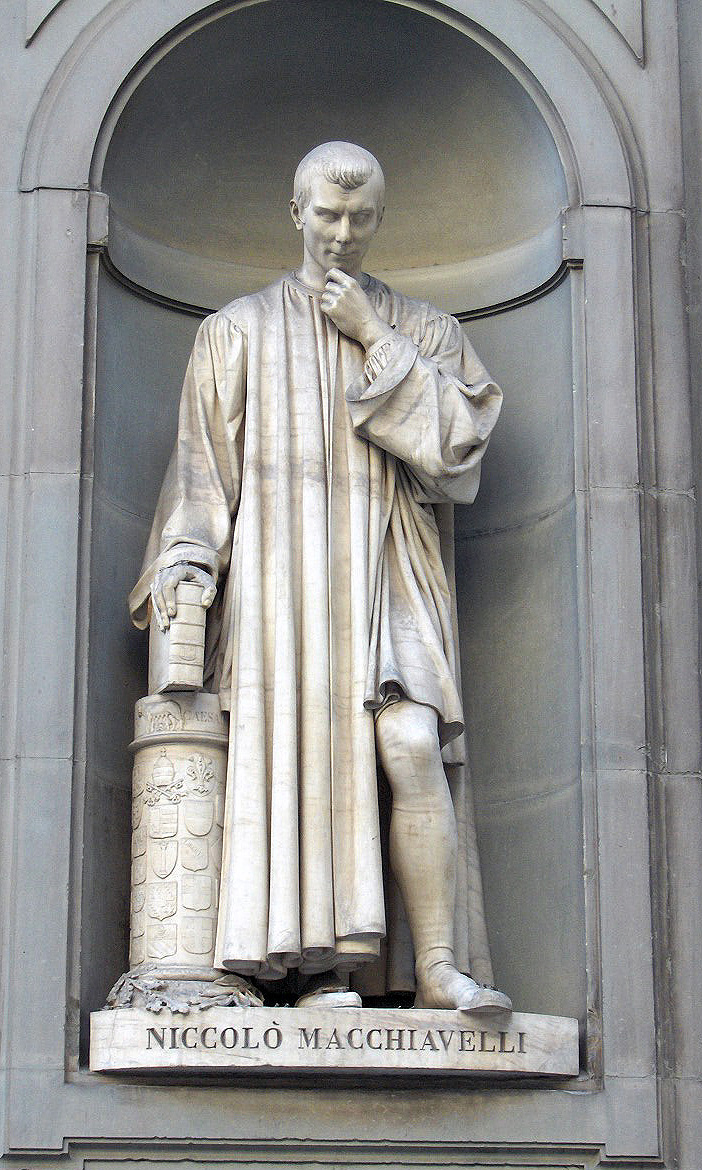
13. 馬基雅維利
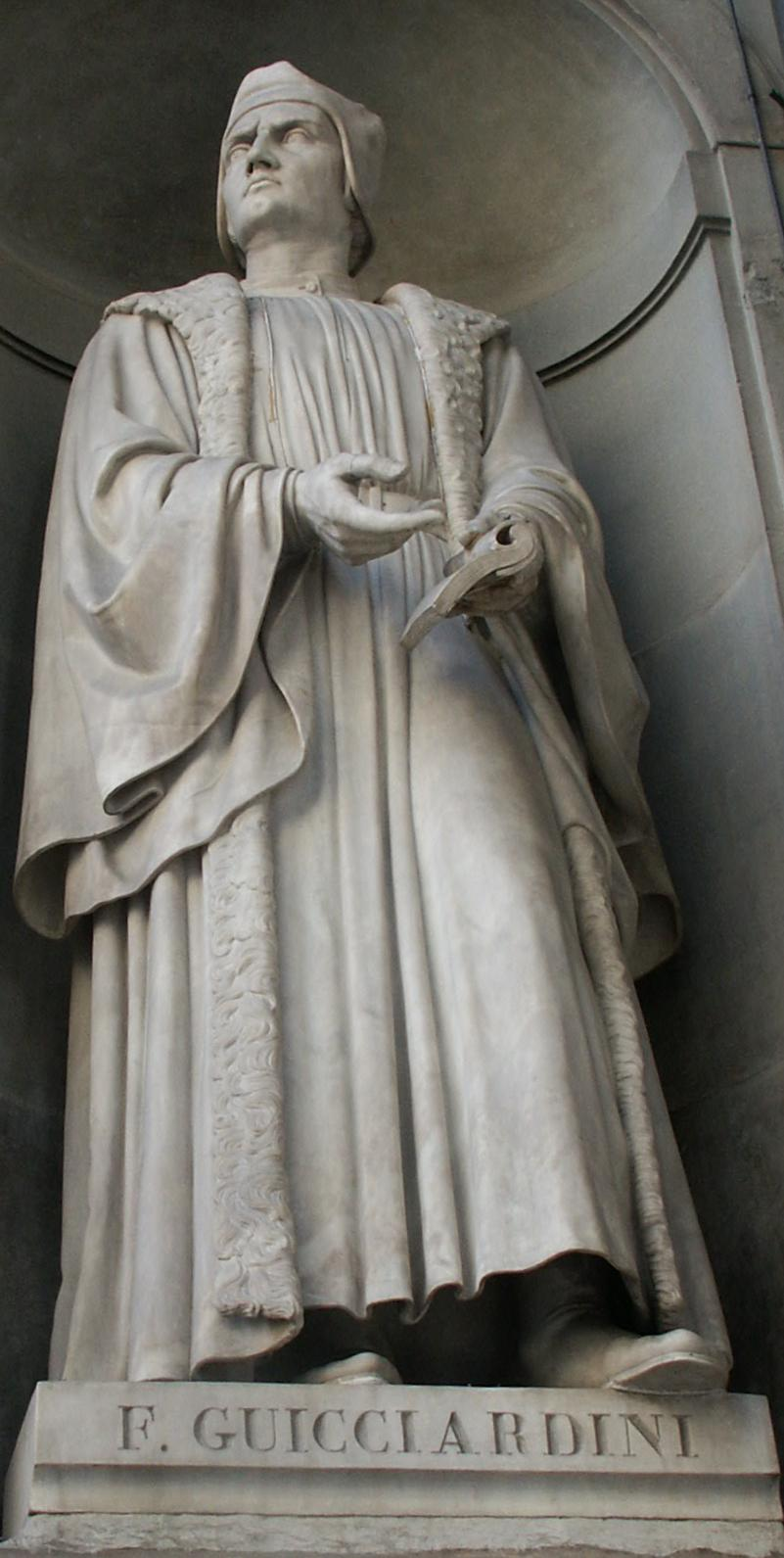
14. 弗朗切斯科·圭恰迪尼
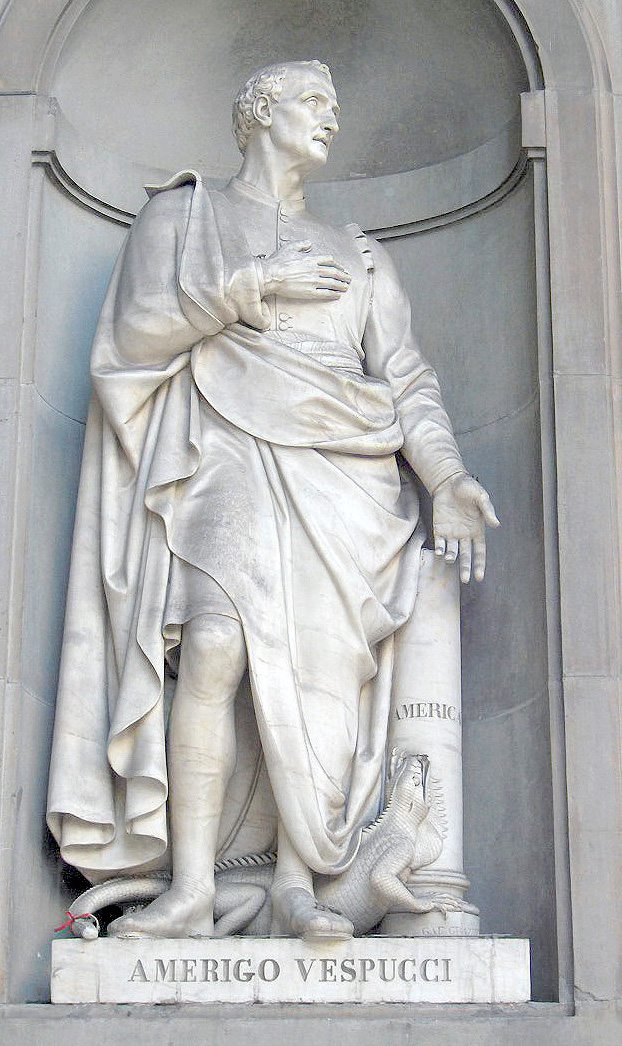
15. 亚美利哥·韦斯普奇
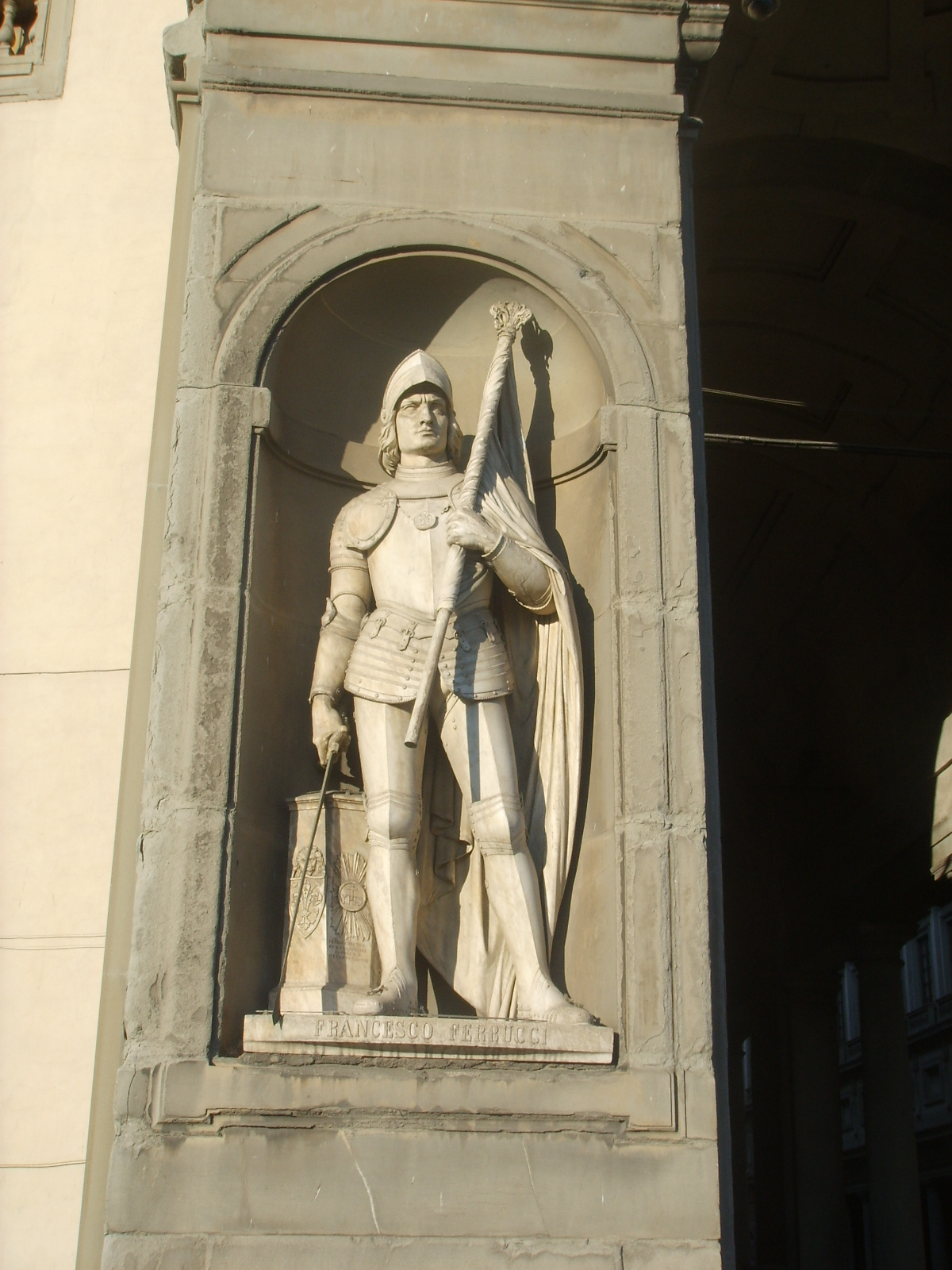
16. 弗朗切斯科·费鲁奇
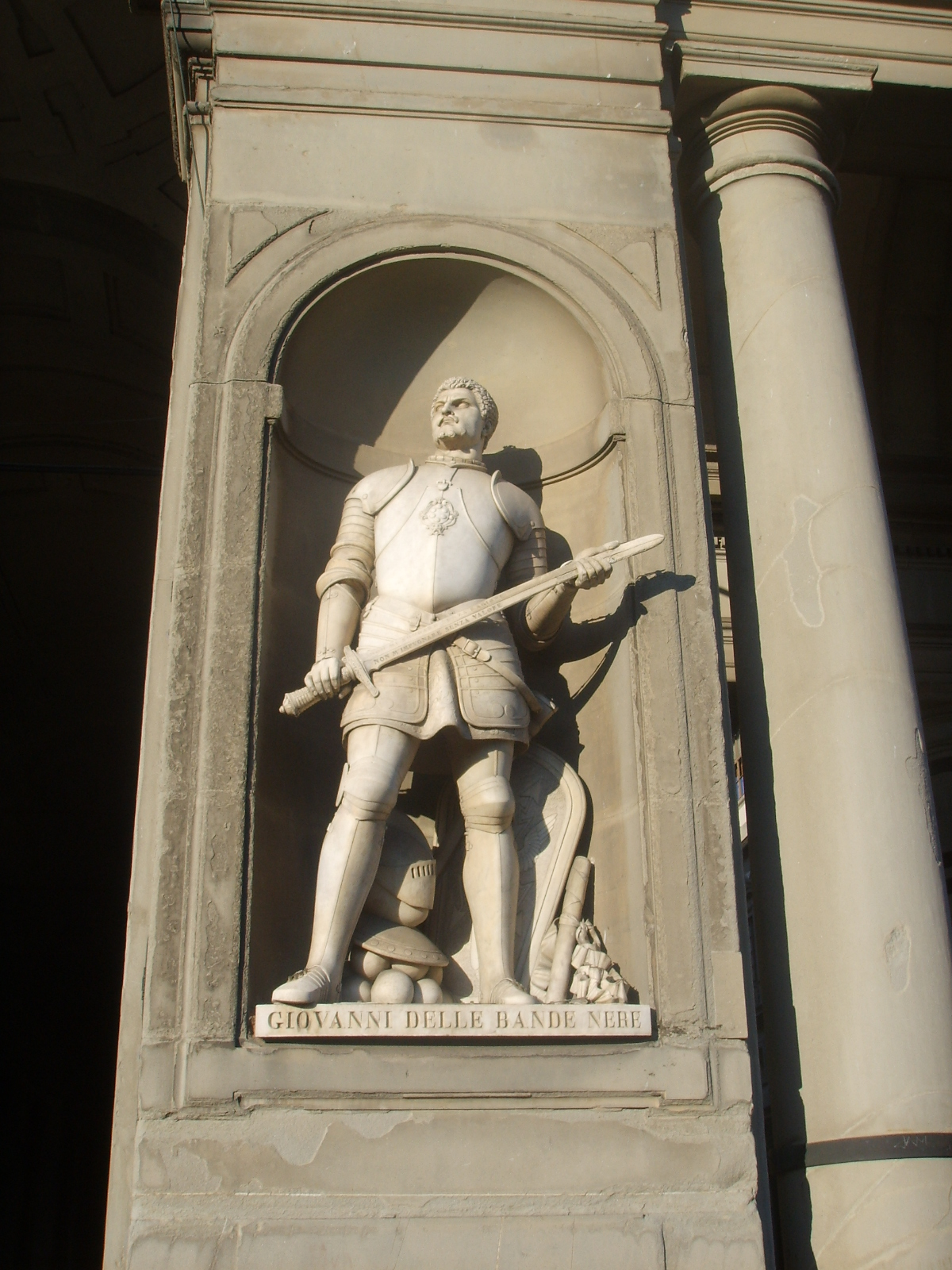
17. 乔瓦尼·德尔·班德·内尔
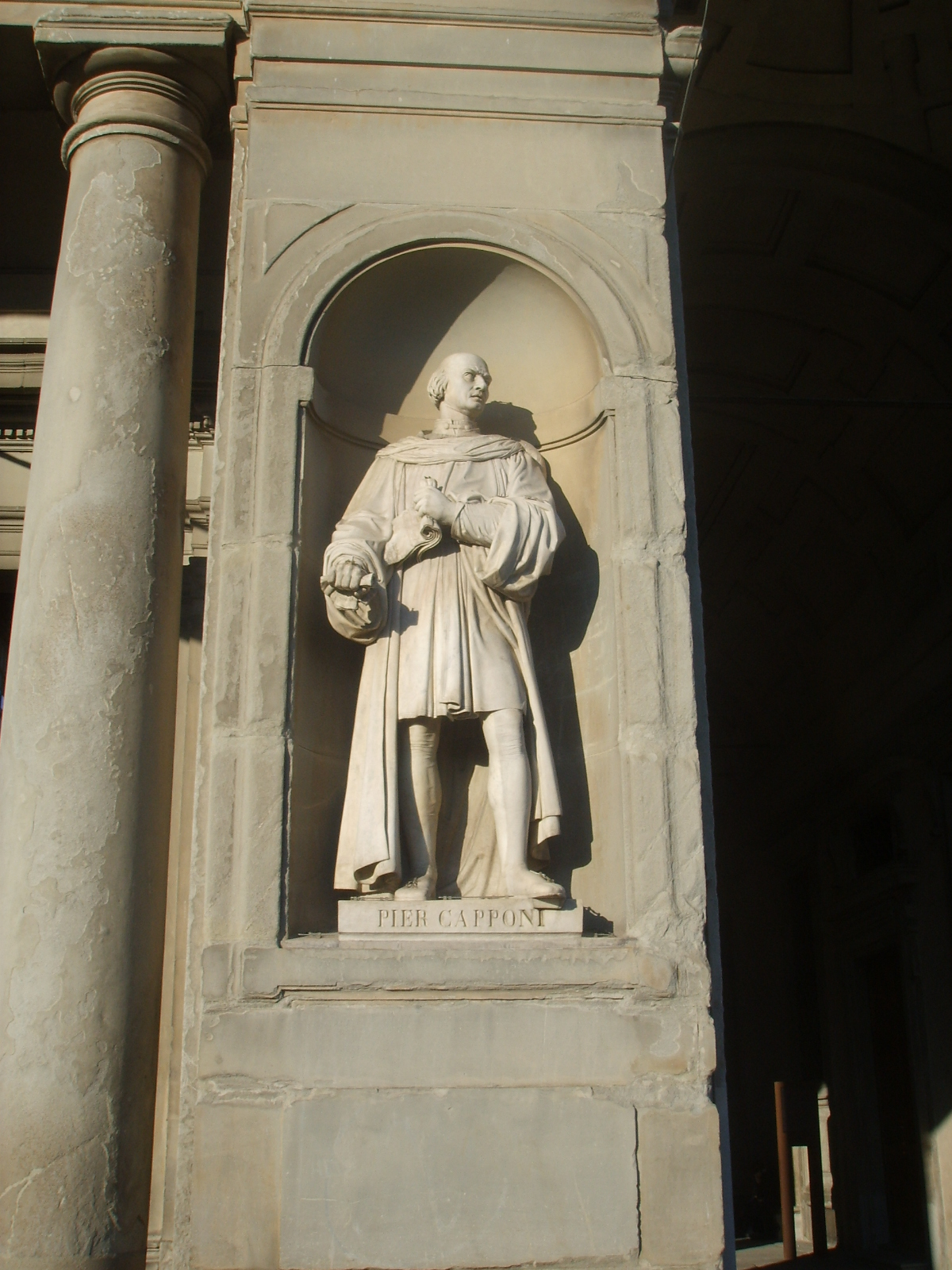
18. 皮耶罗·卡波尼
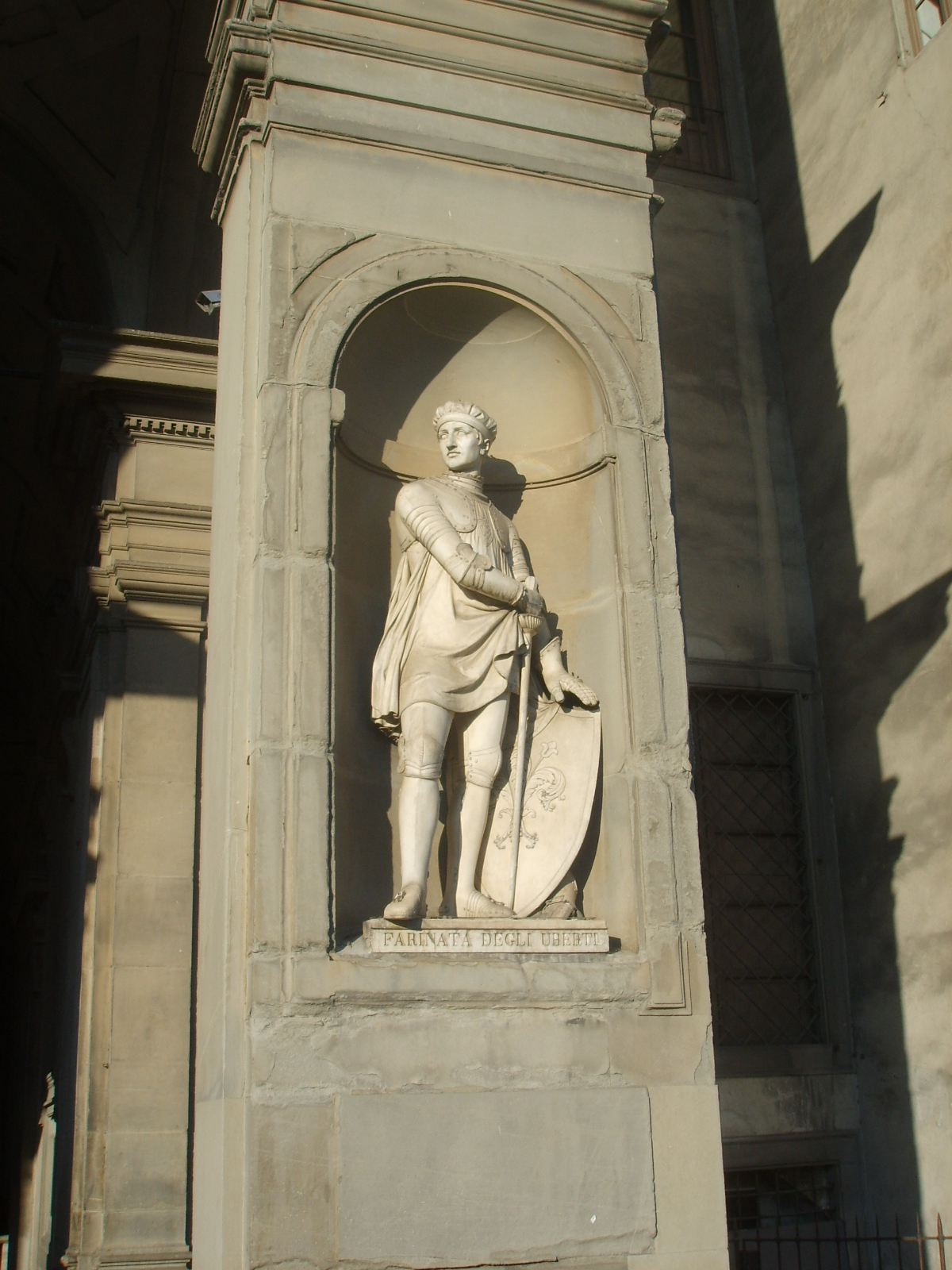
19. 法里纳塔·德格利·尤伯蒂
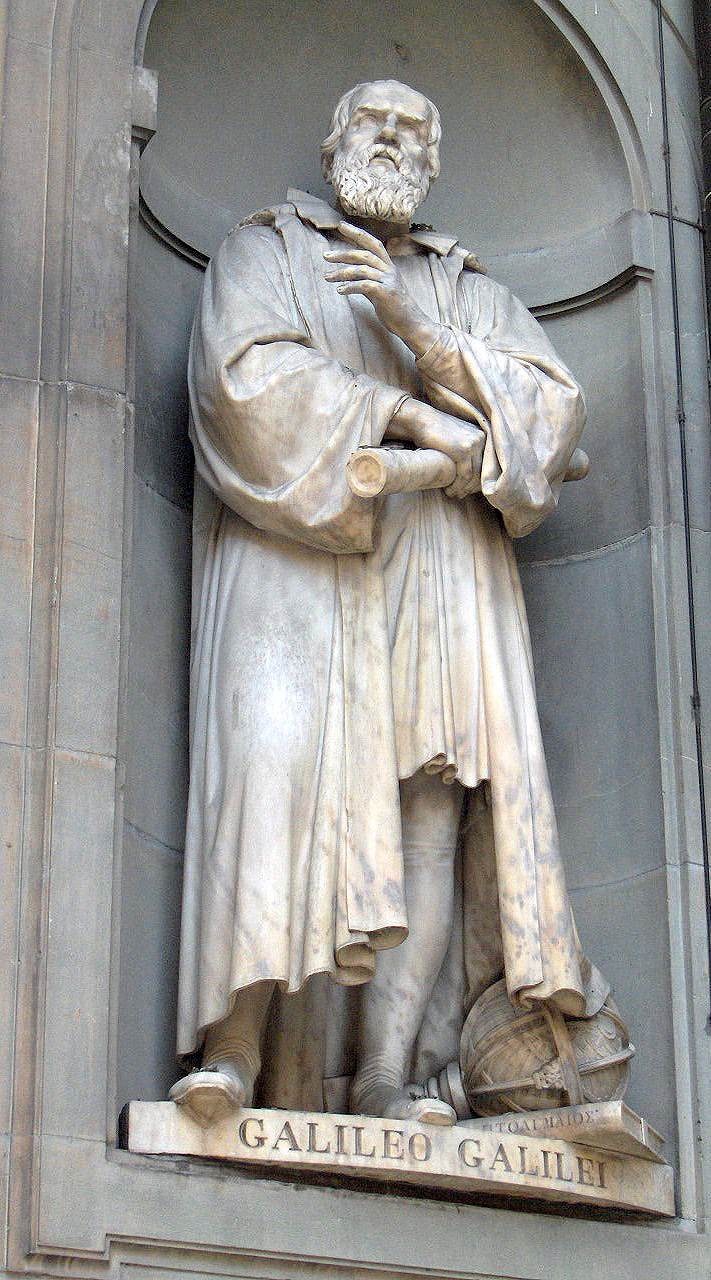
20. 伽利略·伽利莱
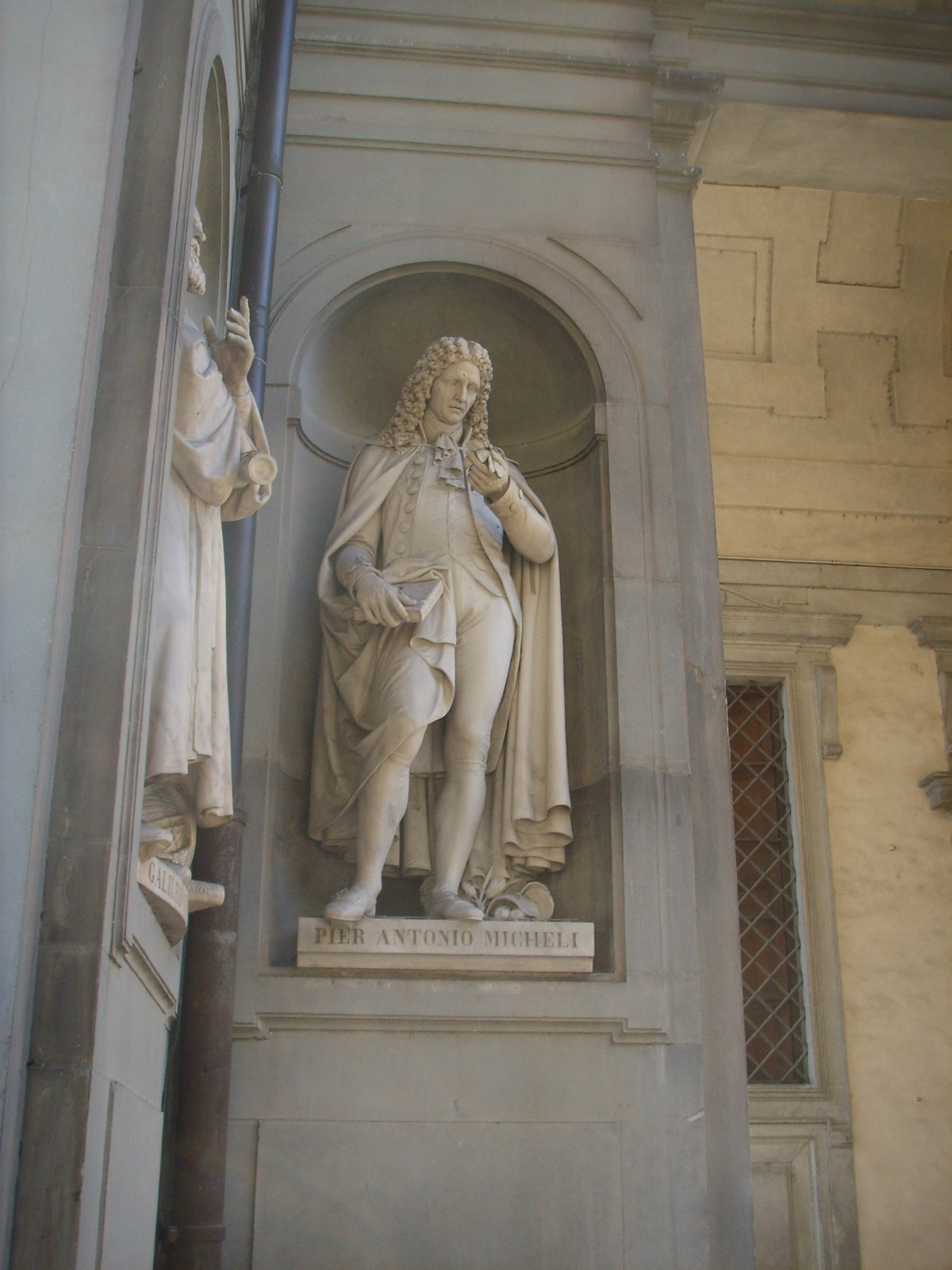
21. 皮尔·安东尼奥·米切利
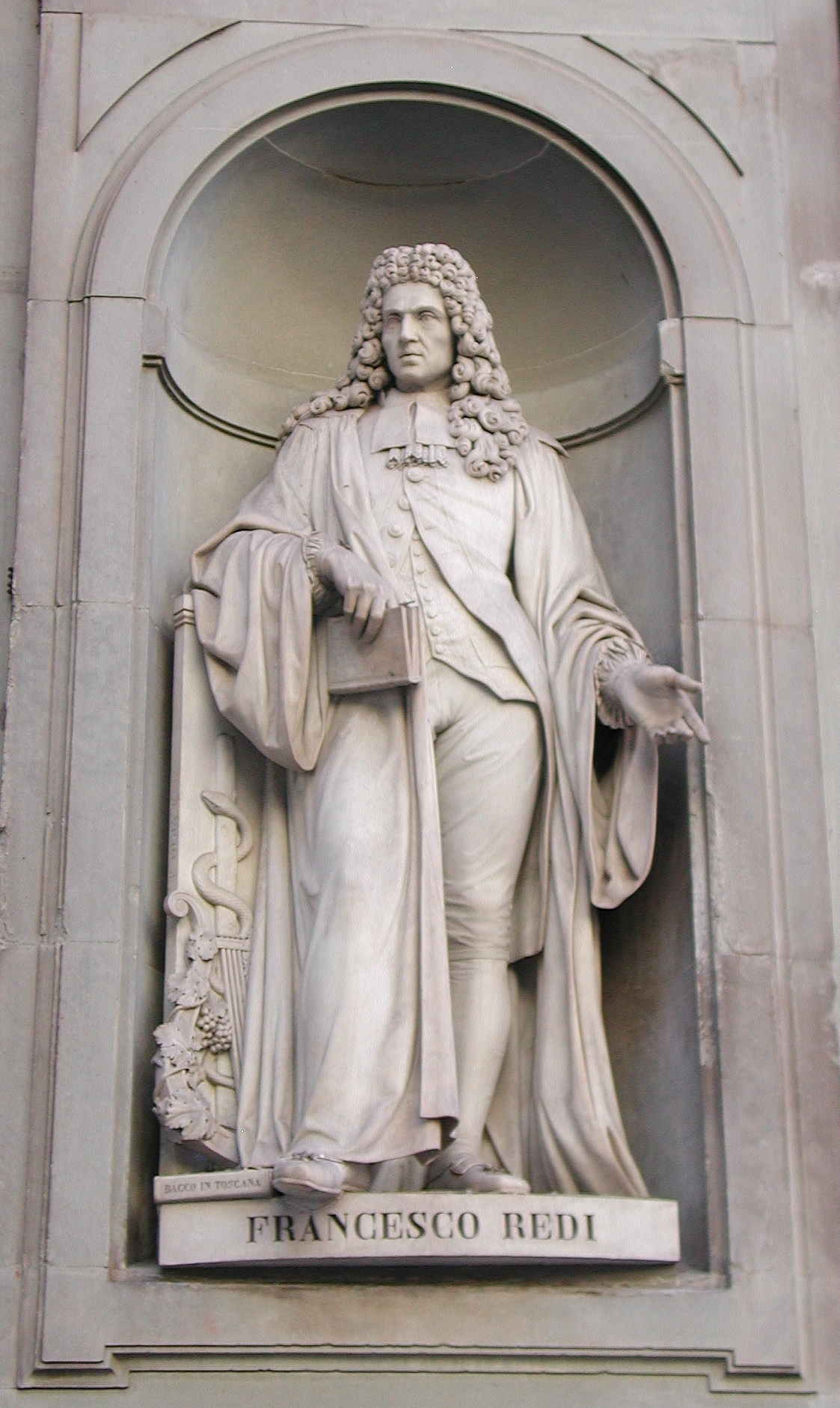
22. 弗朗切斯科·雷迪
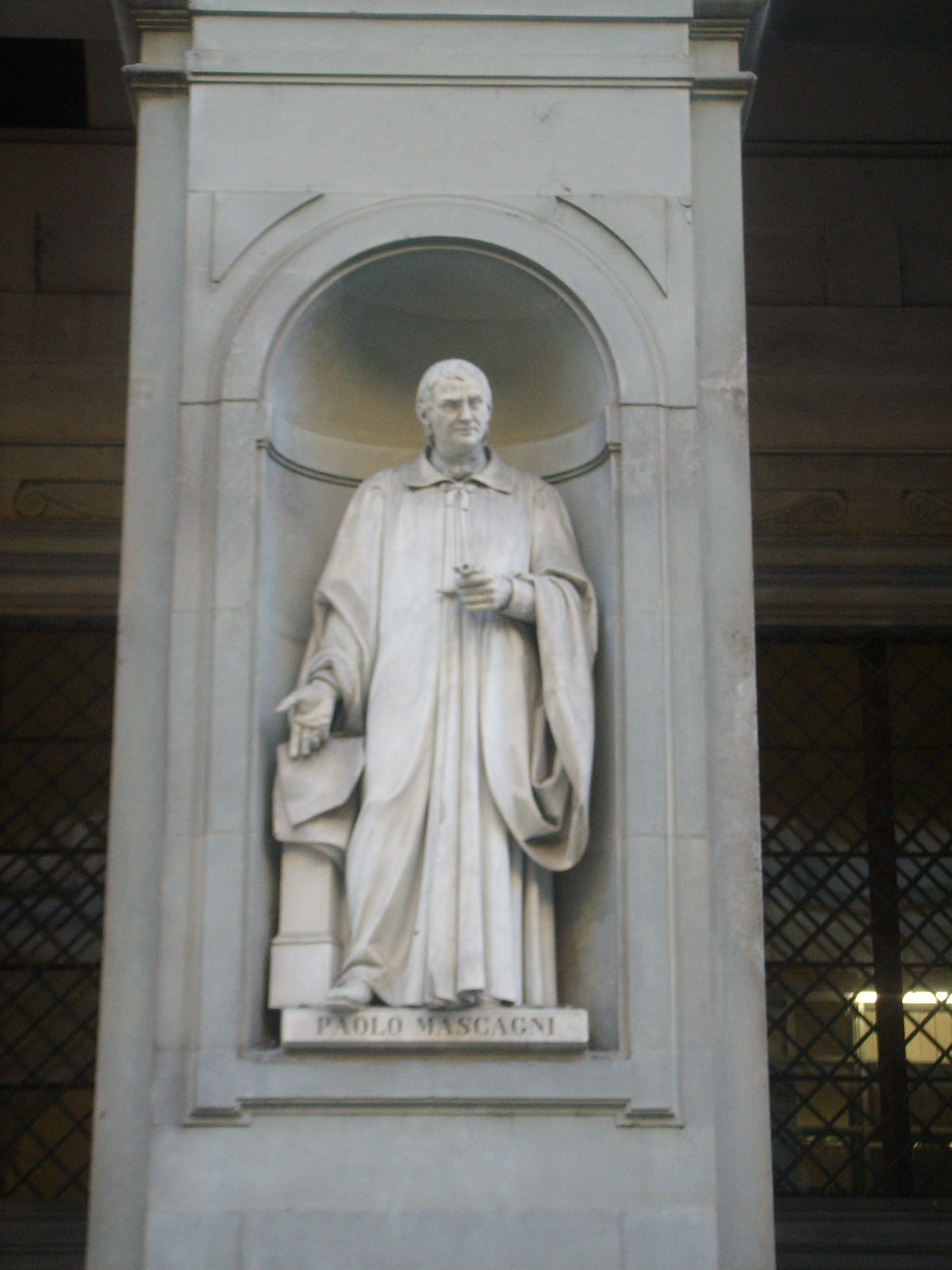
23. 保罗·马斯卡格尼
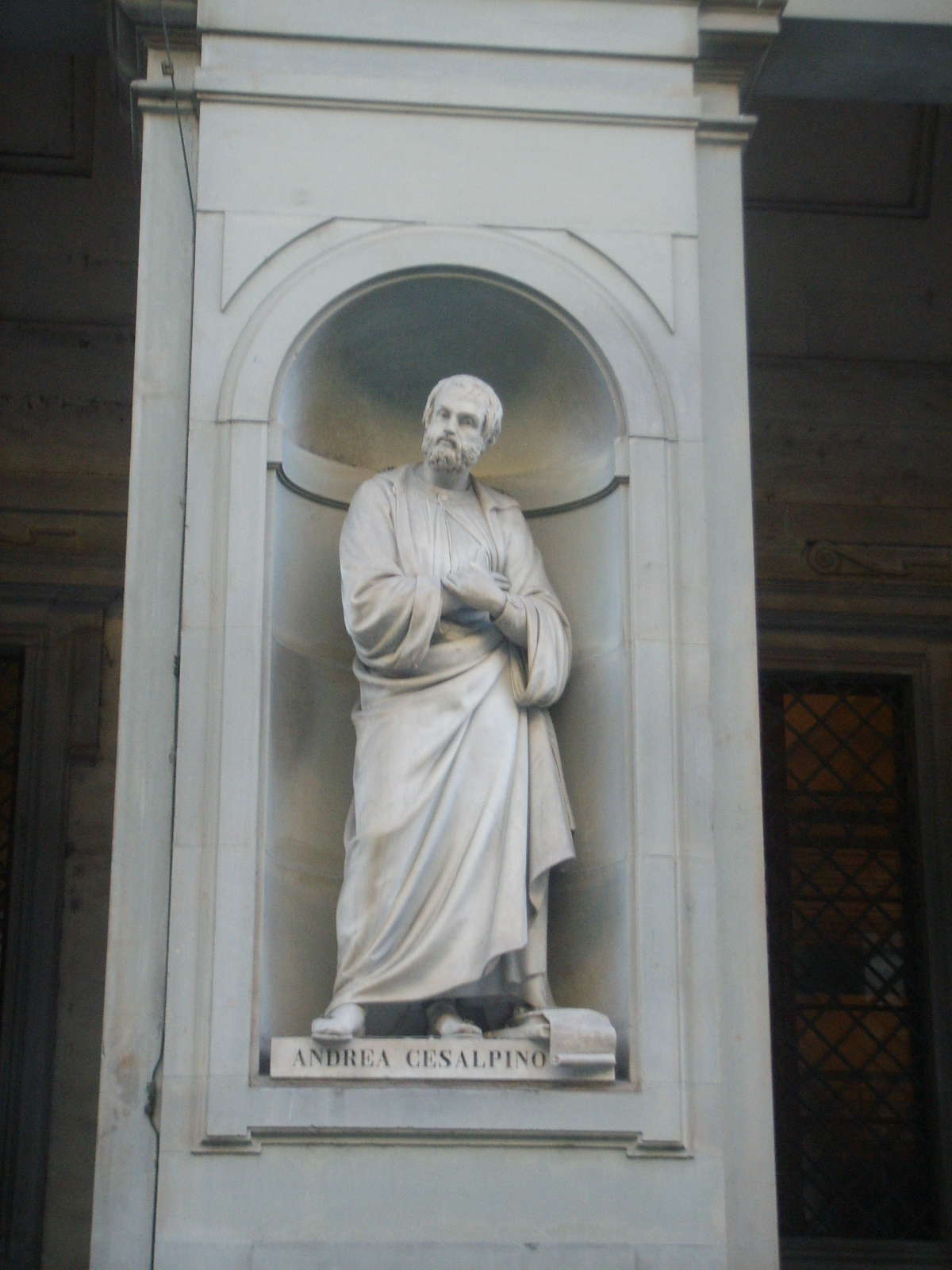
24. 安德烈亚·切萨尔皮诺
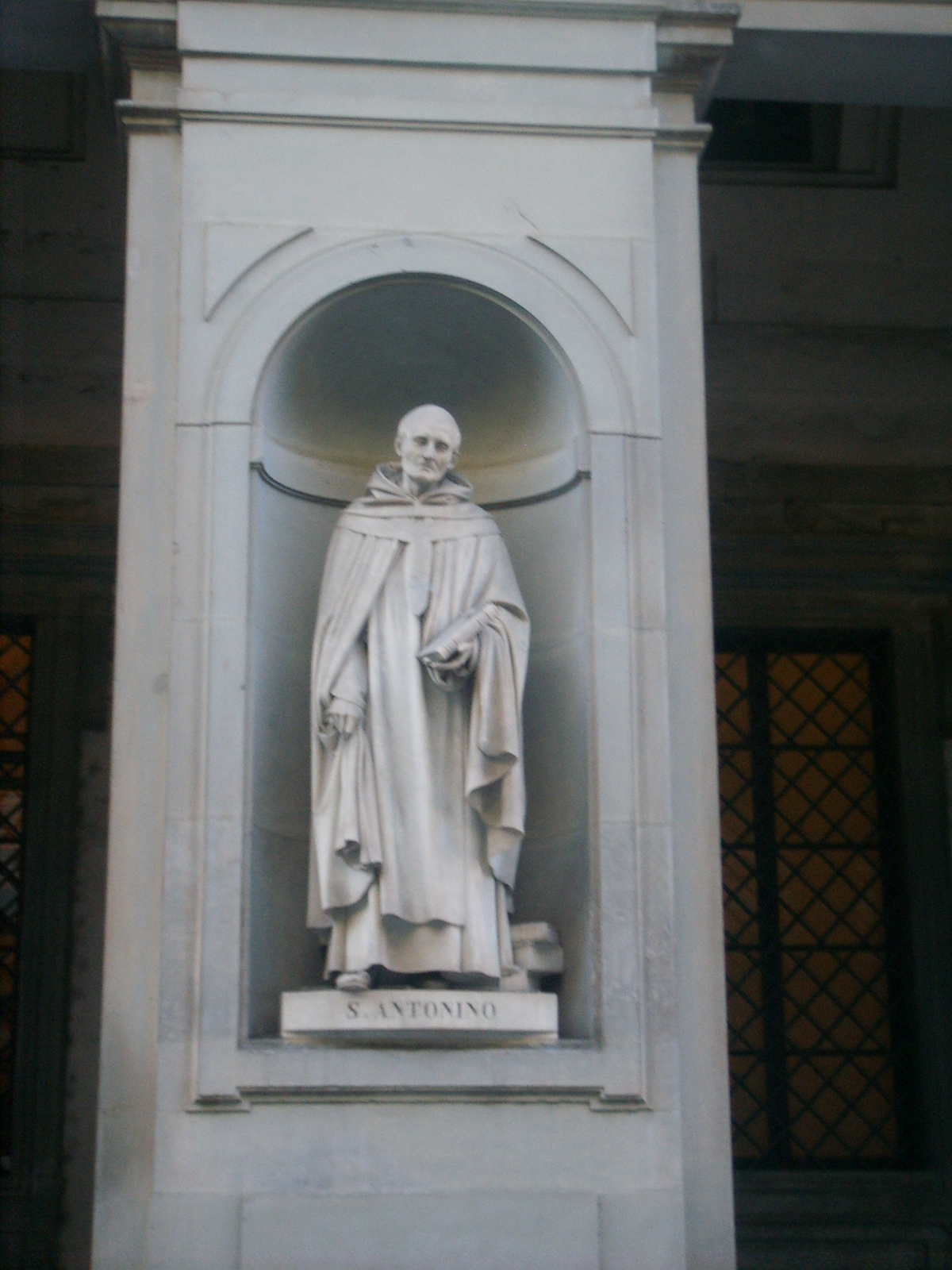
25. 佛罗伦萨的安多尼
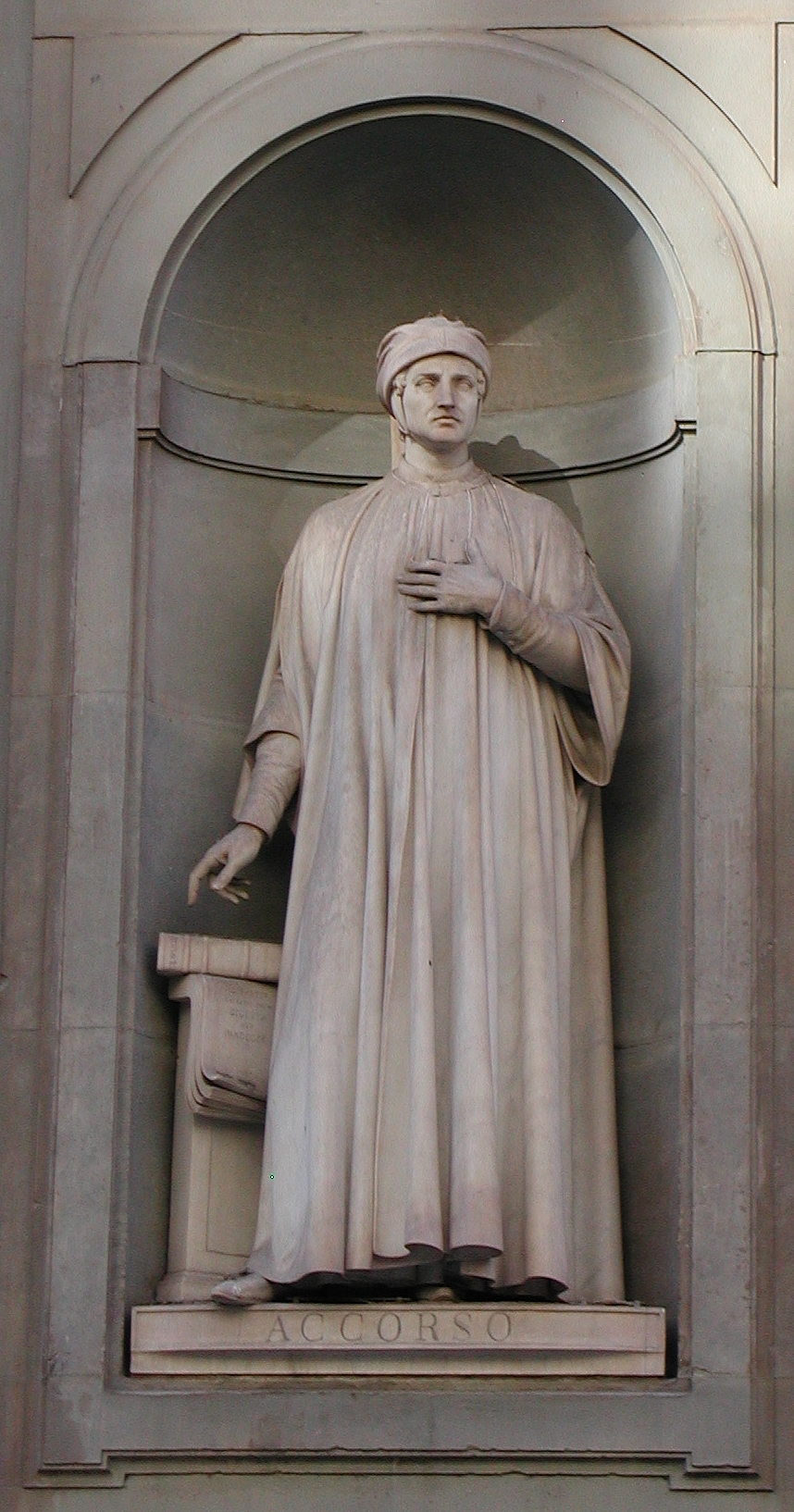
26. 阿库西乌斯
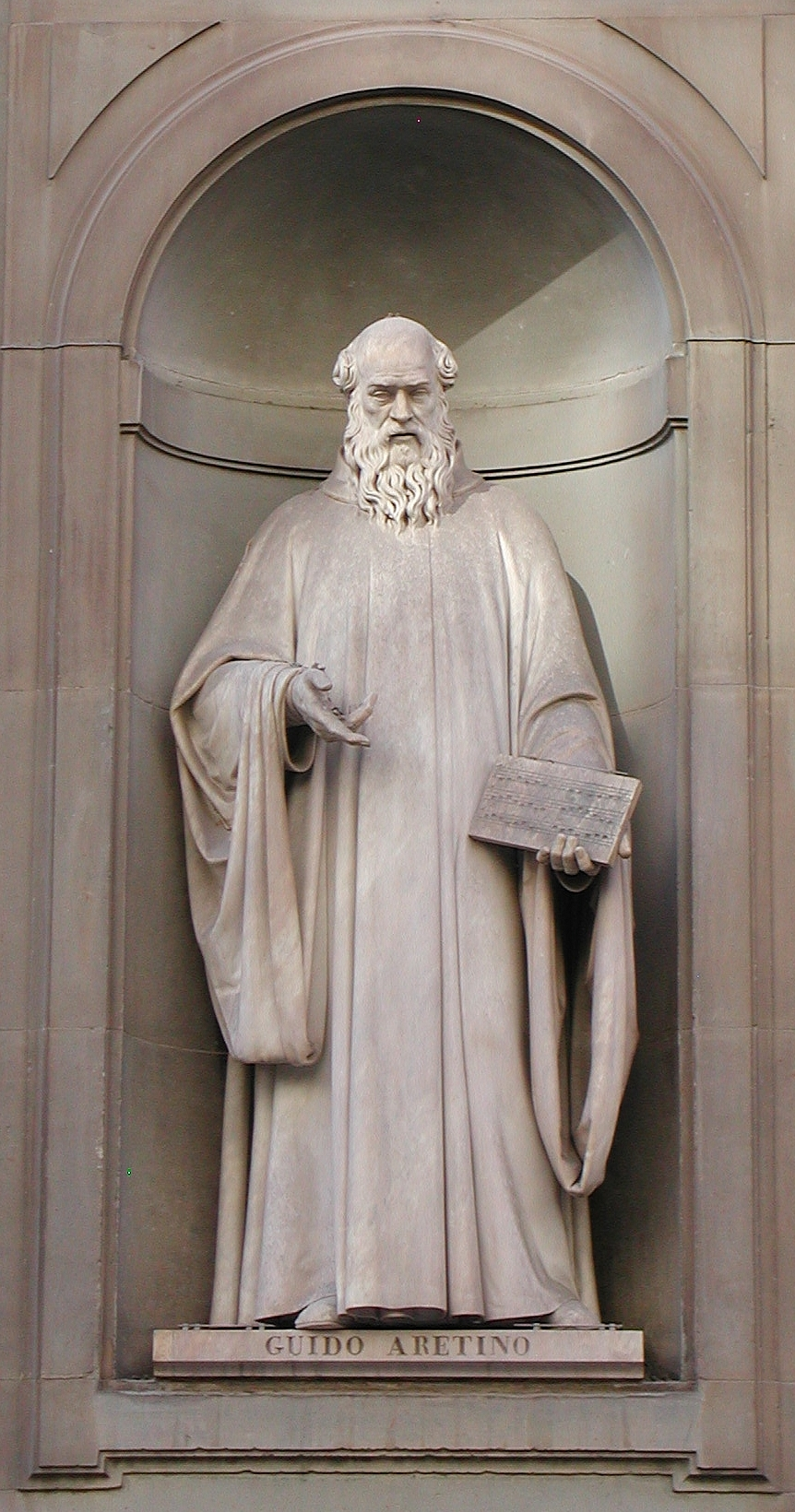
27. 圭多 (阿雷佐的)
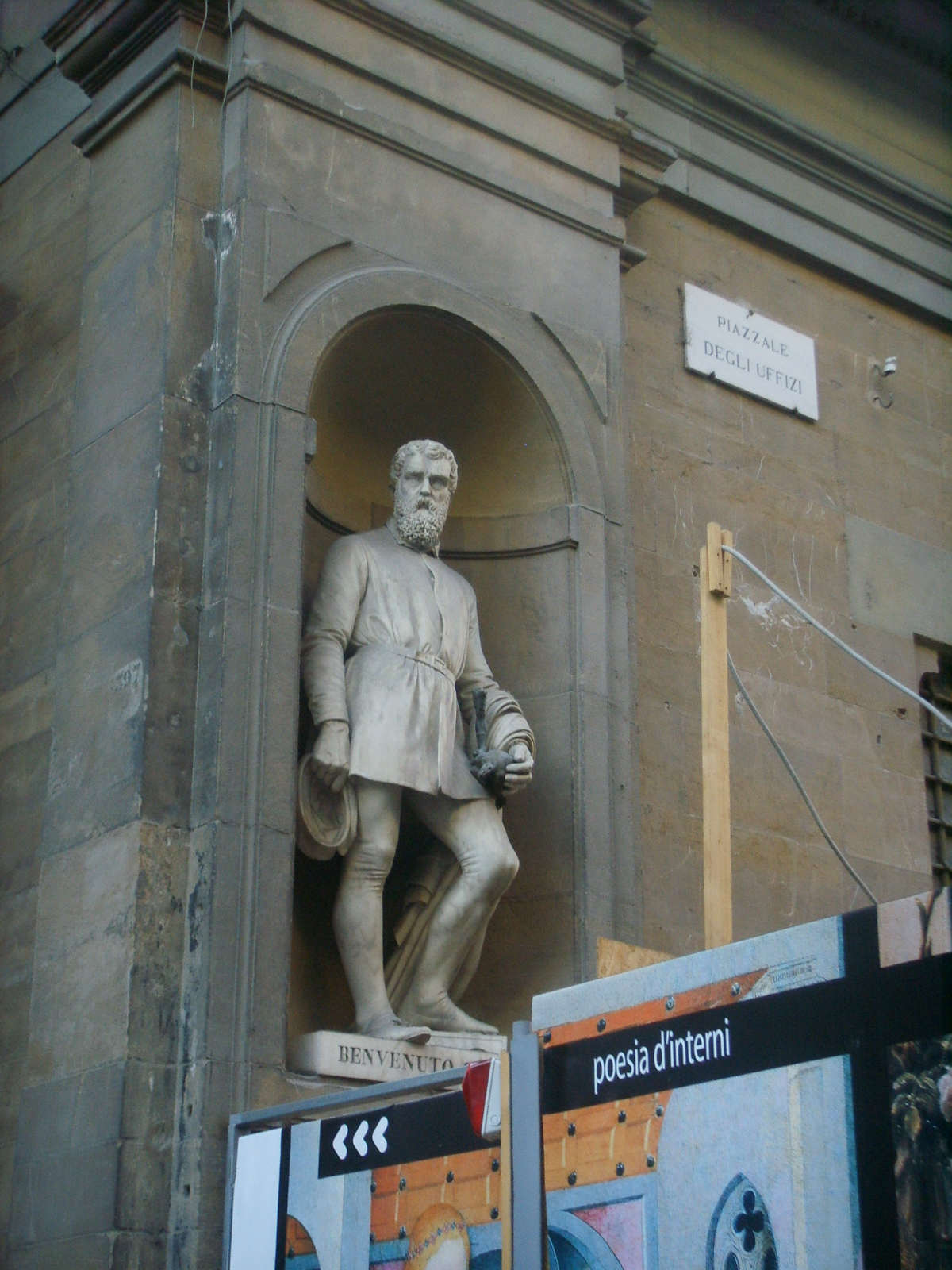
28. 本韦努托·切利尼